# Gatha

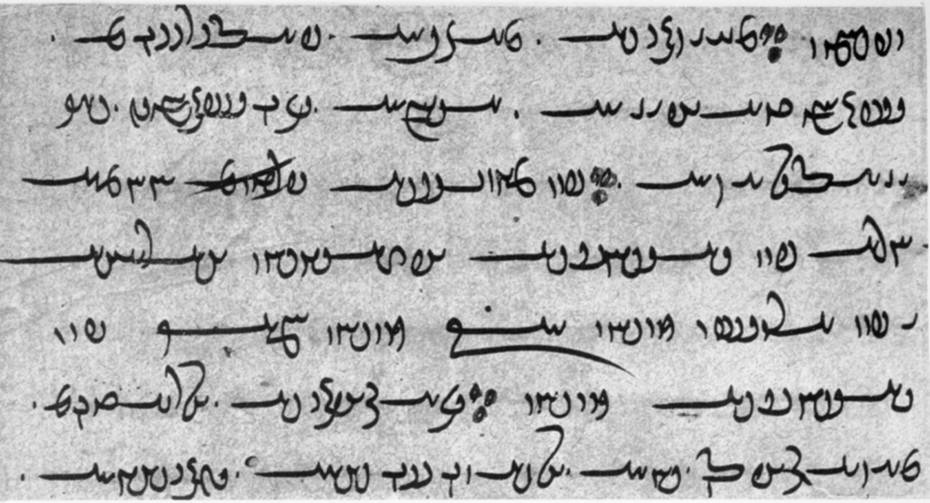
Yasna 28.1 ur Avesta med arameisk skrift (Bodleian MS J2)

Gatha ("Sånger", från avestiskans 𐬔𐬁𐬚𐬁 gāθā) är en diktsamling med filosofiska och levnadsvisa utläggningar på bunden vers av den iranske diktaren, prästen och filosofen Zarathustra, som av sina anhängare uppfattats som profet och religionsstiftare. Samlingen har översatts till svenska av Ashk Dahlén.

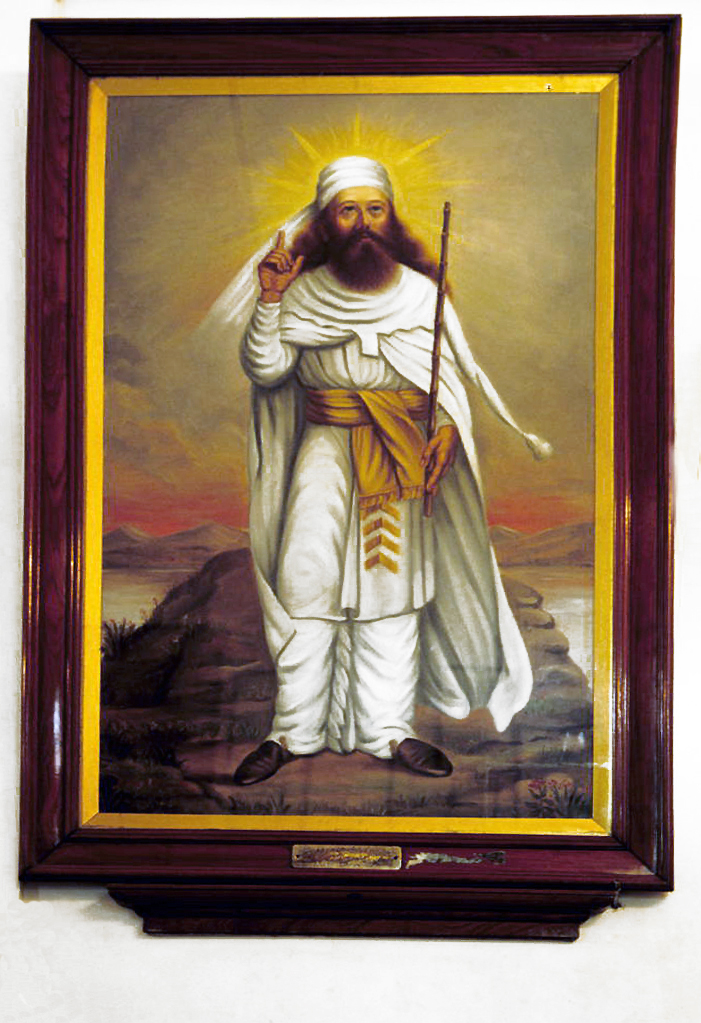
Modernt porträtt av Zarathustra, Yazd, Iran

## Språk
Gatha kan betraktas som mänsklighetens kanske äldsta såväl filosofiska som religiösa skrift. Samlingen brukar dateras till omkring 1500-talet f.Kr. och är författad på bunden vers på avestiska språket. Gatha är alltså något äldre än den indiska Rigveda. Metriken står nära tristubh-metern som är det mest förekommande versmåttet i Rigveda.

## Innehåll och struktur
Gatha består av fem avsnitt som är arrangerade efter versmått och utgör det alster som finns bevarat från Zarathustra. I Gatha lovprisar Zarathustra Den höga visheten (Ahura Mazda) och en rad oändliga arketyper Amesha Spenta. Sångerna behandlar filosofiska teman såsom ondskans problem och människans valfrihet. Zarathustra var en varm försvarare av människans fria vilja och hans människosyn är i grunden mycket positiv. Han slår vakt om naturens helighet och framträder som en försvarare av kon och boskapens betesmarker. Kon står i forntida iransk filosofi som symbol för lycka och även världen som sådan. I Gatha talas därför om "den lyckliga kon". 
Gatha ingår i zoroastrismens traditionssamling Avesta. Gatha är zoroastrismens mest heliga texter och utgör själva kärnan i Avesta. Ceremonin där man högläser ur Gatha kallas Yasna, vilket även är namnet på den äldsta avdelningen i Avesta.
Många moderna forskare, såsom Almut Hintze, anser att även Yasna Haptanghaiti är författad av Zarathustra.

## Svensk forskning om Gatha
Den svenske teologen Nathan Söderblom var en av de första européerna som skrev en doktorsavhandling (La vie future d’après le Mazdéisme à la lumière des croyances parallèles dans d’autres religions, Paris, 1901) om Zarathustras religionsfilosofi som den framträder i Gatha.
Religionsforskaren Lennart Olssons doktorsavhandling De avestiska gathaerna publicerades 1994 vid Lunds universitetsförlag och ger en grundlig redogörelse för det religiösa och intellektuella innehållet i Gatha.